# Cethosia nacoleia
Cethosia nacoleia är en fjärilsart som beskrevs av Hans Fruhstorfer 1912. Cethosia nacoleia ingår i släktet Cethosia och familjen praktfjärilar. Inga underarter finns listade i Catalogue of Life.